# Samuel W. McCall
Samuel Walker McCall (28 octobre 1851 - 4 août 1923) est un homme politique américain.

## Biographie
Samuel McCall est un avocat, homme politique et écrivain républicain du Massachusetts. Il a été pendant vingt ans (1893-1913) membre de la Chambre des représentants des États-Unis, puis 47e gouverneur du Massachusetts pour un mandat de trois ans (1916-1919). C'était un républicain modérément progressiste qui cherchait à lutter contre l'influence de l'argent en politique.
Né en Pennsylvanie et éduqué à Dartmouth, il s’est installé dans le Massachusetts, où il est entré en politique. Élu au Congrès, il s'opposa notamment à l'annexion des Philippines. Il n’a pas adhéré au parti progressiste, mais n’a pas été jugé suffisamment conservateur pour les leaders de parti qui lui ont barré l’élection au Sénat des États-Unis à deux reprises. En tant que gouverneur, il dirigea les actions de l'État pendant la Première Guerre mondiale et de distingua en organisant une aide précoce à Halifax, en Nouvelle-Écosse, à la suite de l'explosion dévastatrice d'un navire de munitions en 1917.

## Source
- (en) Cet article est partiellement ou en totalité issu de l’article de Wikipédia en anglais intitulé « Samuel W. McCall » (voir la liste des auteurs).